# NGC 3824
NGC 3824 (również PGC 36370 lub UGC 6676) – galaktyka spiralna (Sa), znajdująca się w gwiazdozbiorze Wielkiej Niedźwiedzicy. Odkrył ją William Herschel 14 kwietnia 1789 roku. Jest to galaktyka z aktywnym jądrem typu LINER.